# Démagnétisation
La démagnétisation (en anglais : degaussing, en l'honneur de Carl Friedrich Gauss, ou deperming) est l'annulation de l'induction magnétique (et plus particulièrement de l'induction rémanente) au sein d'un matériau.

## Caractéristiques magnétiques des matériaux ferromagnétiques doux

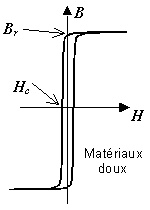
Cycle d'hystérésis d'un matériau ferromagnétique doux.

La figure ci-contre montre le cycle d'hystérésis caractéristique des matériaux ferromagnétiques.
Après avoir été magnétisés, ces matériaux ont la propriété de conserver une induction magnétique non nulle lorsque le champ d'excitation magnétique s'annule.
Cette induction s'appelle induction rémanente {\displaystyle B_{r}}.
Pour annuler cette induction, on peut appliquer au matériau un champ d'excitation magnétique {\displaystyle H_{c}} appelé champ coercitif.
La valeur de l'induction rémanente dépend entre autres de la valeur de l'induction au sein du matériau magnétique au moment de la décroissance de l'excitation magnétique.

## Méthode de démagnétisation d'un matériau magnétique
Il existe plusieurs méthodes pour démagnétiser un matériau magnétique. On peut soit appliquer au matériau un champ d'excitation magnétique équivalent au champ coercitif, soit réduire progressivement l'aire du cycle d'hystérésis en le recentrant sur l'origine, de manière à obtenir une induction rémanente nulle.

## Démagnétisation navale

### Premières expériences civiles
Avec l'introduction des navires à coque métallique, l'effet négatif du magnétisme sur la boussole est constaté, ainsi que celui de la foudre, cette dernière pouvant faire « dévier » les boussoles et, dans des cas extrêmes, inverser la signature magnétique du navire. En 1866, Evan Hopkins de Londres enregistre un brevet pour le processus de « dépolariser les navires de fer et les laisser libres de toute influence perturbant la boussole ». La technique est décrite de la façon suivante : « à cet effet, il utilise un certain nombre de piles Grove et d'électroaimants. Ces derniers devaient être passés le long des plaques jusqu'à ce que l'effet désiré ait été obtenu… le processus ne doit pas être exagéré, au risque de re-polariser dans la direction opposée ». L'invention se révèle, cependant incapable d'être menée à bien et est rapidement abandonnée,.

### Usage militaire

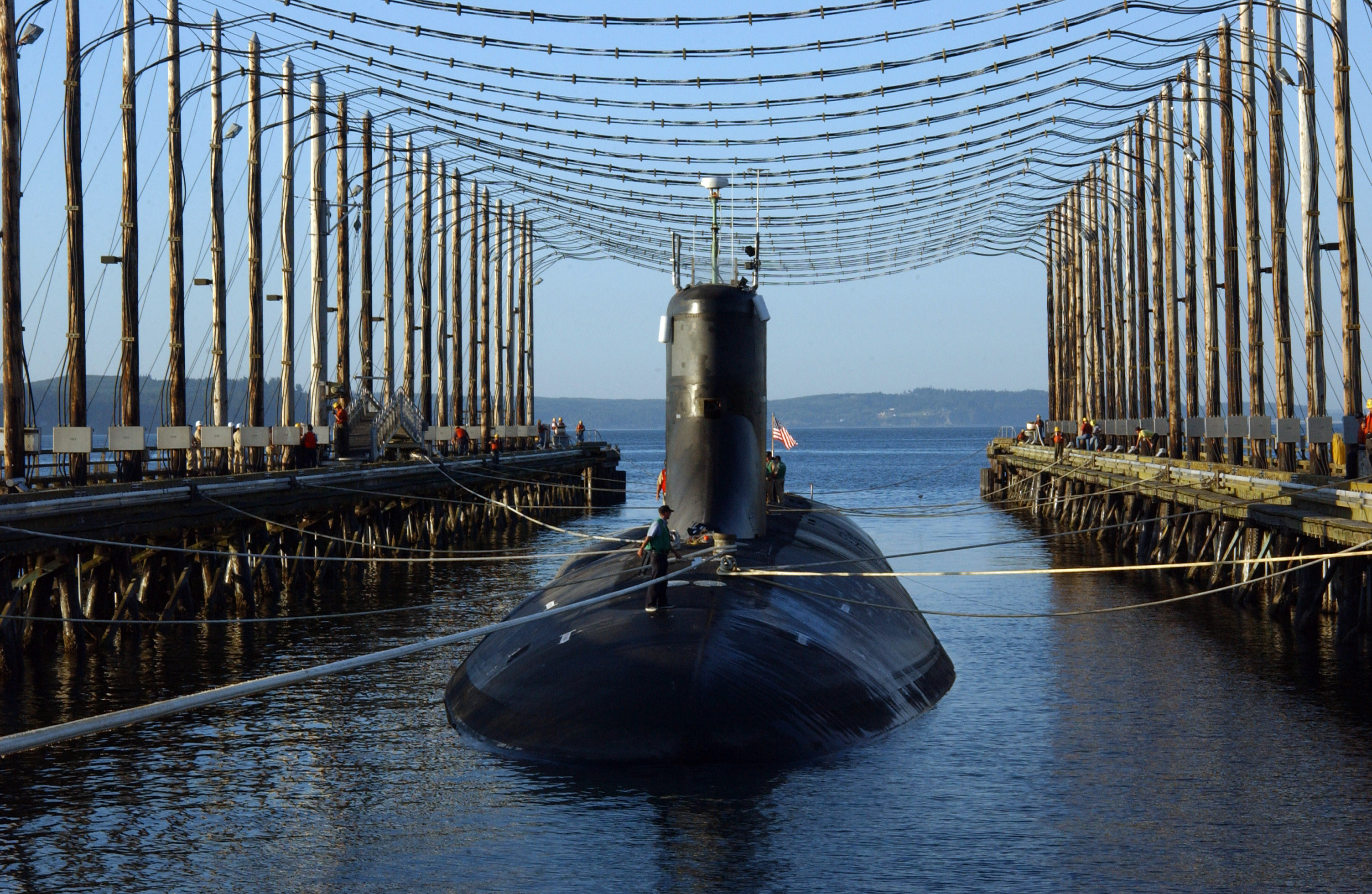
L' en cours de démagnétisation

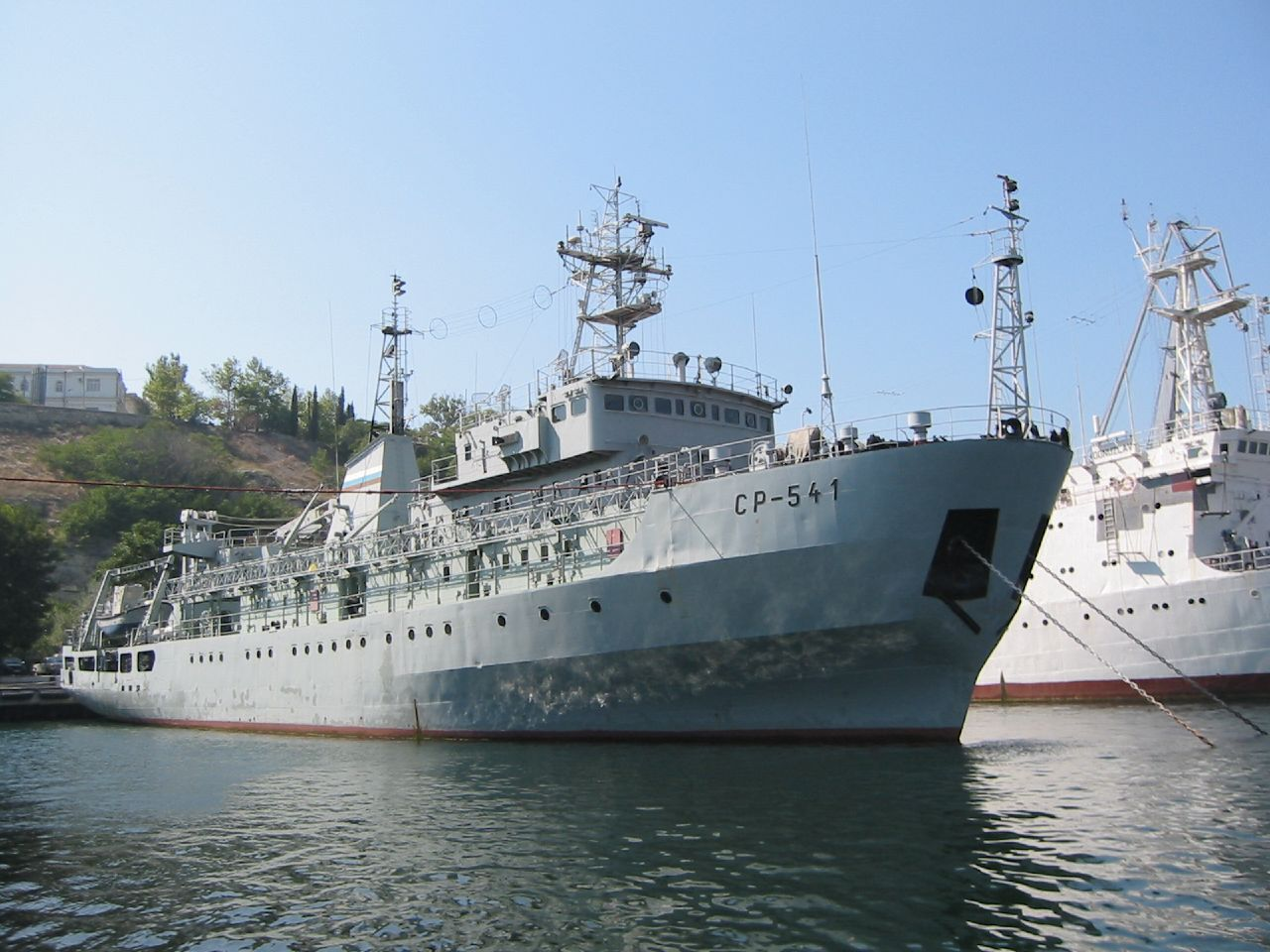
Classe Bereza de démagnétisation de la marine russe

La démagnétisation est habituellement utilisée dans les bases navales afin de supprimer le magnétisme permanent des bâtiments militaires, tant de surface que sous-marins pour les rendre difficilement repérables par les torpilles ou des mines marines. Cette démagnétisation est réalisée en utilisant un détecteur d'anomalie magnétique (en anglais : magnetic anomaly detector, MAD) tracté par un navire ou un avion.
Un navire de guerre ou un sous-marin à coque métallique possède, par sa nature même, une signature magnétique lorsqu'il se déplace, en raison des interactions magnéto-mécaniques avec le champ magnétique terrestre. Chaque bâtiment possède également une orientation magnétique caractéristique du champ magnétique terrestre du lieu où il a été construit. Cette signature peut être exploitée par des mines magnétiques ou faciliter la détection d'un sous-marin par un navire ou un avion doté d'un détecteur d'anomalie magnétique. Les marines militaires procèdent à des démagnétisations de leurs bâtiments afin de réduire leur signature.
Des installations spécialisées sont utilisées pour ce genre d'opérations, telles que la Lambert's Point Deperming Station (en) et la Base navale de Kitsap de l'United States Navy. Des câbles de cuivre épais encerclent la coque et la superstructure du bâtiment, et un courant électrique très important (jusqu'à 4 000 ampères) est envoyé à travers les câbles. Cette opération a pour effet de « neutraliser » la signature magnétique du bâtiment. Il est également possible d'assigner une signature magnétique spécifique qui soit la plus adaptée en fonction de la zone de la planète dans laquelle le navire sera amené à opérer. La démagnétisation est « permanente ». Elle n'est réalisée qu'une fois avant la mise en service, à moins que des réparations majeures ou des modifications structurelles soient apportées au bâtiment.
Pendant la Seconde Guerre mondiale, l'US Navy met en service une classe de navires spécialisés dans la démagnétisation de navires. L'un d'entre eux, l'USS Deperm, sera nommé en conséquence (deperm pour deperming). En France, un tel bâtiment démagnétiseur basé à Brest et connu sous l'identification « Y732 », a été démantelé en 2016 après avoir été retiré du service au début des années 2000,.